# Josep Català i Rufà
Josep Català i Rufà (Tarragona, 5 de març del 1887 – 5 de desembre del 1965) va ser un cèlebre músic tarragoní, concertista de violí, professor de música i compositor d'algunes sardanes.

## Biografia
Als 7 anys va ser presentat pel seu professor en una festa, amb gran admiració del públic. Amplià la seva formació a Barcelona amb el mestre Pedrell i el gran violinista Matthieu Crickboom. A part dels seus nombrosos recitals per tot l'estat espanyol, a la seva ciutat natal es recorden les seves interpretacions a l'església parroquial de Sant Francesc per la festivitat de Santa Cecília, patrona dels músics. Va dirigir l'"Acadèmia de Música Català", de gran prestigi, i va ser un professor distingit al Conservatori Oficial de l'Institut Musical. La ciutat de Tarragona li dedicà un carrer.
Els anys de la dècada del 1930 va presidir el Club Escacs Tarragona.

## Obres[3]
- Cassetana, per a orquestra de corda
- Esquerpa
- Flor del Camp (d'atribució incerta, podria ser de mossèn Antoni Català i Vidal)
- Fruita del camp
- Nanina
- Sant Magí
- Santa Tecla
- Selvatana, per a guitarra
- Tecleta
- Sardanes revesses: L'agredolça, La dolça agre, Endevina-la